# Kolonijalni genocid
Zločini koje su počinili britanski, španjolski, nizozemski, portugalski, francuski i ostali kolonizatori nad domorocima svojih kolonija u Americi, podsaharskoj Africi, Australaziji i Oceaniji čine uvjerljivo najveći genocid u povijesti čovječanstva sa stotinama milijuna žrtava. Zbog djelovanja europskih osvajača domorodačko stanovništvo posve je istrijebljeno u Antigvi i Barbudi, Barbadosu, Bahamima, Kubi, Dominiki, Dominikanskoj Republici, Grenadi, Haitiju, Jamajci, Svetom Kristoforu i Nevisu, Svetoj Luciji, Svetom Vincentu i Grenadiniju, Urugvaju, Patagoniji, Ognjenoj zemlji i Tasmaniji. Izumrlo je 108 južnoameričkih jezika, 103 sjevernoamerička, 10 srednjoameričkih i karipskih, par desetaka uto-astečkih, tri indonezijska, deseci australskih itd.

## Amerika
Između 1509. i 1513. oko 40,000 Lucayosa transportirano je na rad u rudnike i plantaže šećera. Tu je pomrla većina Indijanaca, koji nisu bili navikli na ovakvu vrstu posla. 25 godina nakon otkrića Amerike zbrisano je cjelokupno domorodačko stanovništvo Zapadnih Indija. Kolumbo je zarobljavao domoroce i tražio zlato. Mnogi su umrli na brodu. U pokrajini Cicao na Haitiju, gdje su on i njegovi ljudi mislili da postoje golema zlatna polja, naredili su svim domorocima svako tri mjeseca donijeti određenu količinu zlata za što bi dobili bakrena obilježja. Onima koji nemaju bakrenog znaka odsijecali su ruke i iskrvarili bi do smrti. Domoroci su dobili nemoguć zadatak jer je jedino zlato na tom području bio zlatni prah iz potoka. Stoga su izvršavali samoubojstva otrovom od kasave, ubijali dojenčad kako bi ih spasili od Španjolaca te bježali i obično bili uhićeni pomoću pasa. U dvije godine je iz navedenih razloga umrla polovina od 250 000 domorodaca. Kada je postalo jasno kako zlata više nema, domoroce se prisiljavalo divljačkim ritmom raditi na imanjima (encomiendas)  Ovando je tijekom četvrtog Kolumbovog putovanja spalio 84 kasika, uključujući i Nacaonu, najveću gospodaricu otoka koju su svi štivali. Bio je pozvao poglavice na svečanost, a zatim ih je na izdaju zatvorio u istu kolibu u kojoj se svečanost održavala. Potom je kolibu zapalio, dok su vojnici ubijali ostale domoroce okupljene na trgu. I Mendez vidi kako je Ovandu to bilo prječe nego uputiti pomoć onome tko je ovaj svijet otkrio! Guverneri su u tim stranama preuzimali vlast upućujući domorocima proglas koji su sastavili najugledniji bogoslovi i pravnici onoga doba. Počinjući od Adama i Eve, navodili su kako je Bog odredio za gospodara i poglavicu cijeloga čovječanstva svetoga Petra i kako je njegovu nasljedniku dao moć i upravu nad svim dijelovima svijeta, nad kršćanima, nad Maurima, nad Židovima i nad poganima. On se zove papa, što će reći otac i gospodar neizmjerni. Nastavljali su: "Papa koji sada kraljuje dao je ovu zemlju oceansku sa svim što je na njoj i u njoj Njegovom Katoličkom Veličanstvu kralju Fernandu, kao što to proishodi iz pisama koja će vam se pokazati, ako to budete tražili. Po slovu toga Njegovo je Veličanstvo kralj i gospodar vaše zemlje. Vi ste dakle obvezni pokoravati se, a ja od vas tražim i naređujem vam uzeti dovoljno vremena i ozbiljno razmisliti o svemu što sam vam rekao, kako biste priznali Crkvu za vladaricu i upravljačicu cijelog svijeta, Njegovo Veličanstvo za kralja, a svetog Petra za papu u svoj njegovoj pravednoj moći i kako biste pristali da vas se obrati na našu svetu vjeru i primiti nauk od svetih ljudi koje vam papa šalje. Ako budete slijedili ovu svetu vjeru, dobro ćete učiniti i ispunit ćete svoju dužnost. U tom slučaju Njegovo Veličanstvo i mi prihvatit ćemo vas u ljubavi i dobroti i ostavit ćemo vas uz vaše žene i vašu djecu, lišene ropstva i u uživanju u posjedovanju vaših dobara. Ali, ako ne poslušate ili ako se oduprete ovim mojim savjetima, tada ću po Božjoj zapovijedi uporabiti protiv vas silu i povesti najbezobzirniji rat. Predložit ću vas pod jaram crkveni i kraljevski, oduzet ću vam žene i djecu i činiti od njih što mi kralj odredi. Osim toga, oduzet ću vam vaša dobra i nanijet ću vam svako zlo kolikogod budem mogao kao pobunjenicima koji otkazuju posluh svom zakonitom gospodaru. Unaprijed izjavljujem da će sva prolivena krv i sva zla koja proiziđu iz vašeg otpora pasti samo na vas, a nikako na Njegovo Veličanstvo ili na one koji meni služe. "
Pri osvajanju Astečkog Carstva 1519. – 1521. španjolski konkvistadori predvođeni Hernánom Cortésom ubili su između 120 000 i 240 000 Asteka. Broj domorodaca u Meksiku smanjio se s 25 000 000 godine 1519. na 2 000 000 godine 1580. Za tristogodišnje španjolske vladavine u Latinskoj Americi smanjeno je domorodačko stanovništvo za devet desetina. Dok je npr. u središnjem Meksiku na početku španjolske vladavine živjelo oko 11 000 000 domorodaca, taj broj je već sredinom 16. stoljeća smanjen na 4 400 000, a polovinom 17. st. sveden na samo 1 200 000. Godine 1697. osvajači kreću protiv Itza Maya s 235 Španjolaca, brojnim pokrštenim Majama, konjima, topništvom, velikim zalihama i ljudima za krčenje džungle. Zauzeli su Taysal nel Peten 13. ožujka 1697. godine. Španjolci su spalili cijelu majansku knjižnicu punu knjiga. Danas na cijelom svijetu postoje samo tri knjige kodeksa Maja. Kasnije se cijela vojska dala u posao uništavanja majanskih idola. Tako je okončana posljednja neovisna domorodačka država Srednje Amerike. U Meksičkim indijanskim ratovima 1519. – 1933. stradali su deseci tisuća Španjolaca, deseci tisuća domorodaca koji su se borili zajedno sa Španjolcima i stotine tisuća domorodaca Mexica/Chichimeca/Apachean koji su se borili protiv Španjolaca. U ratovi Apača i Meksika 1600-ih-1915. identificirano je 1 394 pobijenih Meksikanaca i 559 pobijenih domorodaca. U ratovima Comancha i Meksika 1821.-oko 1870. stradalo oko 10 000 Comancha. Ono što je Kolumbo učinio Aravačanima na Bahamima, Cortez je učinio Astecima u Meksiku, Pizzaro Inkama u Peruu, engleski doseljenici iz Virginije i Massachusetssa Powhatanima i Pequotima.
Od 1921. do 2002. Venezuela je poput ostalih latinoameričkih država slavila Dan rase koji je ustanovio predsjednik Juan Vicente Gómez. Godine 2002. pod predsjednikom Hugom Chávezom praznik je preimenovan u Dan domorodačkog otpora u spomen na opiranje domorodaca nasilju europskih pridošlica. Hugo Chávez, predsjednik Venezuele, pozvao je 2003. stanovnike Latinske Amerike ne slaviti Kolumbov dan s obzirom na to da je otkrićem Amerike 1492. počeo genocid stranih, europskih, osvajača, koji su se ponašali gore od Hitlera. "Kolumbo je bio na čelu najvećeg osvajanja i genocida u povijesti čovječanstva", izjavio je predsjednik Chávez u Caracasu na sastanku predstavnika domorodaca iz svih dijelova zemlje. "Mi, građani Venezuele i Latinske Amerike nemamo razloga slaviti Kolumba", ustvrdio je Chávez te ocijenio da su španjolski, portugalski i drugi osvajači svakih deset minuta masakrirali jednog domoroca. Za španjolske osvajače, kao što su Hernán Cortés i Francisco Pizarro, rekao je da su gori od Hitlera. 12. listopada 2004. provladini aktivisti prevrnuli su Kolumbov kip u Caracasu i išarali ga grafitima. Na pročaveškoj svemrežnoj stranici Aporrea napisano je: "Baš kao i kip Saddama u Bagdadu, tako je pao i kip Kolumba tiranina 12. listopada 2004. u Caracasu." Poznato rušenje kipa Saddama Husseina u Bagdadu zbilo se prethodne godine.
U Sedmogodišnjem ratu 1754. – 1763. sudjelovalo oko 2 200 domorodaca (1759.). U Indijanskim ratovima u SAD-u tijekom 19. stoljeća život je izgubilo oko 19 000 bijelaca te oko 30 000 domorodaca. Domorodačko stanovništvo Kalifornije u 19. stoljeću smanjeno je s 200 000 na svega 15 000 ljudi.

## Azija
Prirodna i kulturna bogatstva Indije i ostalih kolonija bila su izložena nemilosrdnoj pljački. Pokolj Acehana na sjeveru Sumatre prilikom nizozemskog osvajanja sultanata Aceh krajem 19. stoljeća jedno je od djela genocida, kao i gotovo potpuno istrijebljenje stanovništva Banda otoka (od 13-15000 preživjelo ih je oko 1000) koje su pobili vojnici Nizozemske Istočnoindijske Kompanije uz sudjelovanje japanskih plaćenika i noviji nizozemski pokolj u Rawagedeu za vrijeme indonezijskog rata za neovisnost.

## Australija
U sukobima između britanskih doseljenika i Aboridžina između 1788. i 1934. poginulo je 2 000 do 2 500 Britanaca te najmanje 20 000 domorodaca.
Tasmancima, čiji broj se 1803. procjenjivao između 4 i 6 tisuća, je broj smanjen na oko 300 do 1833. uglavnom zbog bolesti, ubijanja od strane britanskih doseljenika i vojaka. George Augustus Robinson, kršćanski misionar, sprijateljio se s Truganini, naučio nešto njihova jezika i 1833. je uspio uvjeriti preostale pripadnike tih plemena neka presele na novo mjestu, na Flindersov otok, gdje im je suvremenije i udobnije okružje, i da će biti premješteni na glavno kopno čim prije bude moguće. Nakon što ih je doveo na Flindersov otok, Robinson je otišao od Aboridižina. Od 300 ljudi koji su došli s Robinsonom, 250 je umrlo u idućih 14 godina u lošim životnim uvjetima. 1847., 47 preživjelih je prebačeno na njihovo konačno odredište u Oyster Cove, gdje više nisu imali prijetnja po svoj opstanak. Često su bili odjeveni i paradirali su za službenih događaja. 1859. brojke im se procjenjuju na dvanaestak. Zadnji preživjeli je umro 1876. Najveći dio domorodačkog tasmanskog jezika (koji je imao nekoliko narječja), kao i većina aboridžinskog kulturnog nasljeđa je otišla u nepovrat.

## Novi Zeland
Kad je Abel Tasman 1642. godine otkrio Novi Zeland, prvi susret s Maorima bio je neprijateljski. Ubili su četiri člana Tasmanove posade, a jedan Maor je pogođen iz europskog topa. U sukobima između Maora i britanskih agresora u 19. stoljeću poginulo je 745 Britanaca i 2 154 Maora. Domoroci, inače naseljeni na obali, morali su se povući u unutrašnjost otoka. Do 1970. preostalo je samo oko 15 000 govornika maorskog jezika, da bi ga zbog angažmana države danas razumjelo oko 150 000 ljudi.

## Oceanija
Zbog bolesti koje su prenijeli Europljani, nasilnog odvođenja u roblje uglavnom za rad na plantažama u Australiji i Novoj Kaledoniji i ubojstava broj domorodaca Vanuatua smanjio se s oko 1 000 000 na oko 40 000. Oko 20 000 domorodaca Solomonskih Otoka poginulo je u Drugom svjetskom ratu boreći se s vojnicima SAD-a protiv Japana.

## Afrika
Pošto se Europljani nisu naseljavali u Africi u većem broju, genocid je uglavnom izostao, ali afrički domoroci nemilosrdno su odvođeni u roblje. Na američkom kontinentu živi 127 499 122 ljudi afričkog podrijetla, od kojih su skoro svi potomci dovezenih robova.